# Santo Ángel en Pescheria (título cardenalicio)
El título cardenalicio de Santo Ángel en Pescheria fue creado el 1 de junio de 755 con el título de San Pablo Apóstol (según una inscripción de Teodoto, tío del papa Adriano I) por el Papa Esteban II. En 806 el nombre fue cambiado a Santos Arcángeles y posteriormente a Sancti Angeli piscium venalium, Sancti Angeli de piscivendulis y Sancti Angeli en Foro piscium. La iglesia de Santo Ángel en Pescheria fue asignada tanto como un título presbiterial y como una diaconía.

## Titulares
- Lando di Sezze (1159 - 29 de septiembre de 1179) Elegido antipapa Inocencio III)
- Vacante ( 1179 - 1190 )
- Gregory, quizás Bobone, sobrino de Celestino III (septiembre de 1190 - poco después del 15 de julio de 1202)
- Vacante (julio 1202 - 1205)
- Pietro di Morra ( 1205 - 1206)
- Vacante ( 1206 - 1212 )
- Stefano di Ceccano (18 de febrero de 1212 - 1213)
- Romano Bonaventura (o Papareschi) ( 1216 - 1234)
- Riccardo Annibaldi ( 1237 - 4 de octubre de 1276)
- Vacante ( 1276 - 1294 )
- Landolfo Brancaccio (18 de septiembre de 1294 - 29 de octubre de 1312)
- Vacante ( 1312 - 1327 )
- Giovanni Colonna (18 de diciembre de 1327 - 3 de julio de 1348)
- Vacante ( 1348 - 1371 )
- Guillaume Noellet (30 de mayo de 1371 - 4 de julio de 1394)
  - Pierre Blain (24 de diciembre de 1395 - 12 de diciembre de 1409), pseudocardenal del antipapa Benedicto XIII
- Pietro Stefaneschi (12 de junio de 1405 - 2 de julio de 1409); nuevamente (1410 - 30 de octubre de 1417)
  - Pedro Fonseca (14 de diciembre de 1412 - 1 de agosto de 1418 despedido) pseudocardenal del antipapa Benedicto XIII
- Vacante ( 1418 - 1430 )
- Giuliano Cesarini, sénior (8 de noviembre de 1430 - 1440)
- Vacante ( 1440 - 1470 )
- Giovanni Michiel ( 1470 - 1484 ); in commendam ( 1484 - 10 de abril de 1503)
- Giuliano Cesarini, iuniore (29 de noviembre de 1503 - 1 de mayo de 1510)
- Federico Sanseverino (1 de mayo de 1510 - 30 de enero de 1512)
- Mateo Lang de Wellenburg (marzo de 1514 - 8 de agosto de 1519 ); pro illa vice (8 de agosto de 1519 - 26 de febrero de 1535)
- Alejandro Farnesio (26 de febrero de 1535 - 13 de agosto de 1535)
- Ennio Filonardi , título pro vil vil (15 de enero de 1537 - 8 de octubre de 1546)
- Ranuccio Farnese (8 de octubre de 1546 - 7 de febrero de 1565)
- Fulvio Giulio della Corgna, OSIo.Hier., pro illa vice (7 de octubre de 1565 - 30 de enero de 1566)
- Giovanni Ricci, pro illa vice (30 de enero de 1566 - 7 de octubre de 1566)
- Scipione Rebiba, pro illa vice (7 de octubre de 1566 - 3 de julio de 1570)
- Giovanni Antonio Serbelloni , título por el vicepresidente (3 de julio de 1570 - 31 de julio de 1577)
- Luigi d'Este (31 de julio de 1577 - 19 de diciembre de 1583)
- Filippo Guastavillani (19 de diciembre de 1583 - 7 de enero de 1587)
- Andrea Báthory (7 de enero de 1587 - 28 de octubre de 1599 fallecido)
- Andrea Baroni Peretti Montalto (15 de marzo de 1600 - 13 de noviembre de 1617)
- Vacante ( 1617 - 1620 )
- Luigi Capponi (13 de enero de 1620 - 19 de abril de 1621)
- Francesco Boncompagni (17 de mayo de 1621 - 16 de marzo de 1626)
- Hipólito Aldobrandini (16 de marzo de 1626 - 6 de febrero de 1634)
- Marzio Ginetti (6 de febrero de 1634 - 14 de marzo de 1644)
- Girolamo Colonna (14 de marzo de 1644 - 12 de diciembre de 1644)
- Gian Giacomo Teodoro Trivulzio (12 de diciembre de 1644 - 23 de septiembre de 1652)
- Vincenzo Costaguti (23 de septiembre de 1652 - 21 de julio de 1653)
- Lorenzo Raggi (21 de julio de 1653 - 30 de agosto de 1660)
- Carlo Barberini (30 de agosto de 1660 - 14 de noviembre de 1667)
- Carlo Gualterio (14 de noviembre de 1667 - 12 de marzo de 1668)
- Angelo Celsi (14 de mayo de 1668 - 6 de noviembre de 1671)
- Felice Rospigliosi (17 de julio de 1673 - 12 de enero de 1685)
- Gianfrancesco Ginetti (12 de enero de 1685 - 28 de noviembre de 1689)
- Gasparo Cavalieri (28 de noviembre de 1689 - 17 de agosto de 1690)
- Francesco Barberini, Jr. (27 de noviembre de 1690 - 6 de mayo de 1715)
- Carlo Colonna (6 de mayo de 1715 - 24 de julio de 1730)
- Vacante ( 1730 - 1739 )
- Prospero Colonna (16 de noviembre de 1739 - 4 de marzo de 1743)
- Girolamo Colonna di Sciarra (2 de diciembre de 1743 - 12 de marzo de 1753)
- Flavio Chigi (10 de diciembre de 1753 - 12 de febrero de 1759)
- Andrea Corsini (19 de noviembre de 1759 - 11 de septiembre de 1769)
- Vacante ( 1769 - 1773 )
- Francesco d'Elci (10 de mayo de 1773 - 4 de abril de 1787)
- Vincenzo Maria Altieri (23 de abril de 1787 - 10 de marzo de 1788)
- Raniero Finocchietti (10 de marzo de 1788 - 30 de marzo de 1789)
- Fernando Spinelli (3 de agosto de 1789 - 29 de noviembre de 1790)
- Filippo Campanelli (29 de noviembre de 1790 - 26 de septiembre de 1791)
- Fabricio Dionigi Ruffo (12 de septiembre de 1794 - 11 de agosto de 1800)
- Alphonse-Hubert de Latier de Bayane (20 de septiembre de 1802 - 27 de julio de 1818)
- Vacante ( 1818 - 1830 )
- Domenico De Simone (5 de julio de 1830 - 9 de noviembre de 1837)
- Luigi Ciacchi (15 de febrero de 1838 - 17 de diciembre de 1865)
- Vacante ( 1865 - 1877 )
- Lorenzo Nina (20 de marzo de 1877 - 28 de febrero de 1879)
- Frédéric de Falloux du Coudray (12 de mayo de 1879 - 22 de junio de 1884)
- Isidoro Verga (13 de noviembre de 1884 - 1 de junio de 1891)
- Vacante ( 1891 - 1914 )
- Filippo Giustini (28 de mayo de 1914 - 17 de marzo de 1920)
- Vacante ( 1920 - 1923 )
- Aurelio Galli (23 de diciembre de 1923 - 26 de marzo de 1929)
- Vacante ( 1929 - 1935 )
- Pietro Boetto, S.J. (19 de diciembre de 1935 - 18 de marzo de 1938 ); pro illa vice (18 de marzo de 1938 - 31 de enero de 1946)
- Vacante ( 1946 - 1953 )
- Augusto Álvaro da Silva , pro illa vice (15 de enero de 1953 - 14 de agosto de 1968)
- Vacante ( 1968 - 2010 )
- Elio Sgreccia (20 de noviembre de 2010 - 5 de junio de 2019)
- Luis Pascual Dri (30 de septiembre de 2023 - 30 de junio de 2025)